# 鹿島市立鹿島小学校

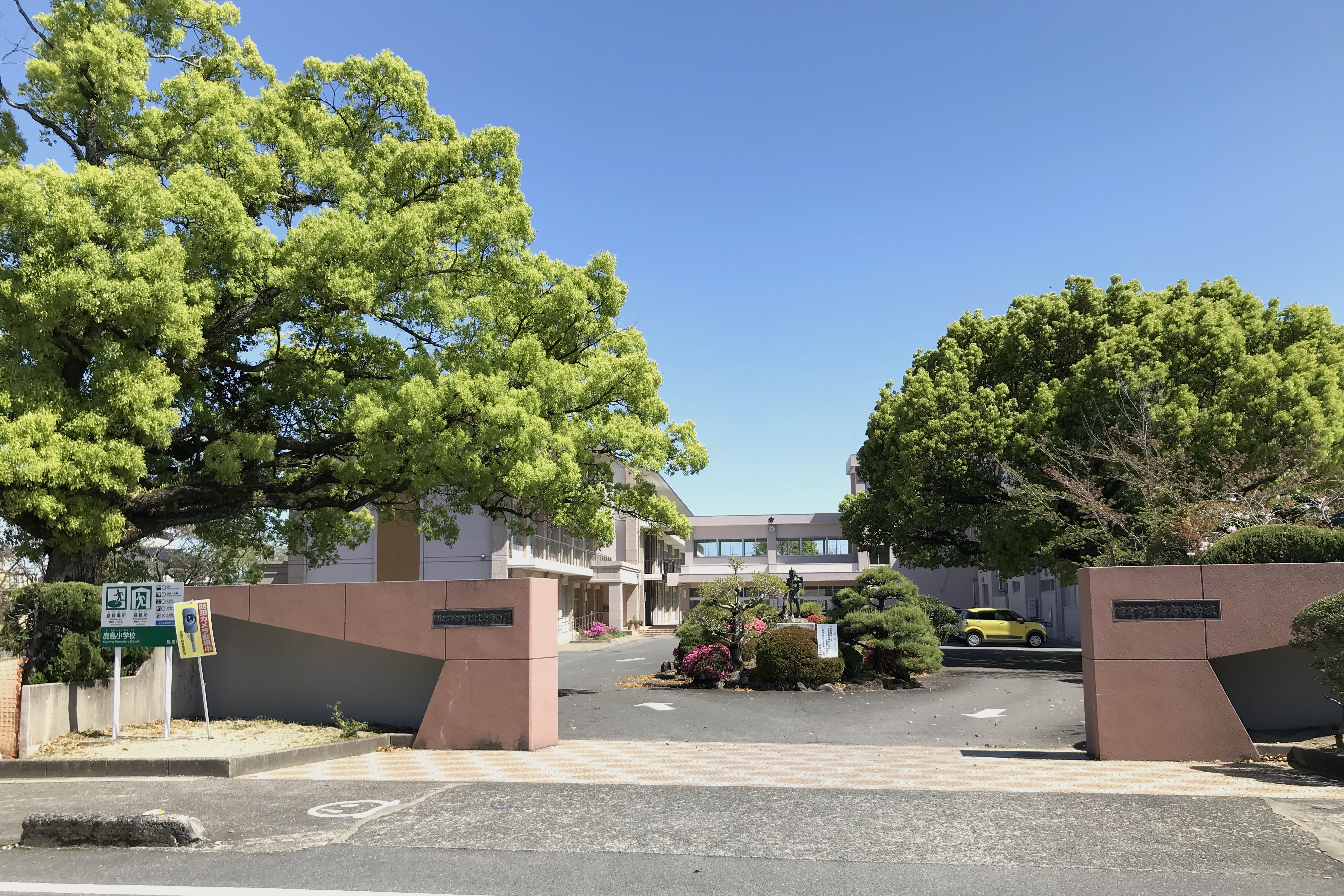
校門と楠

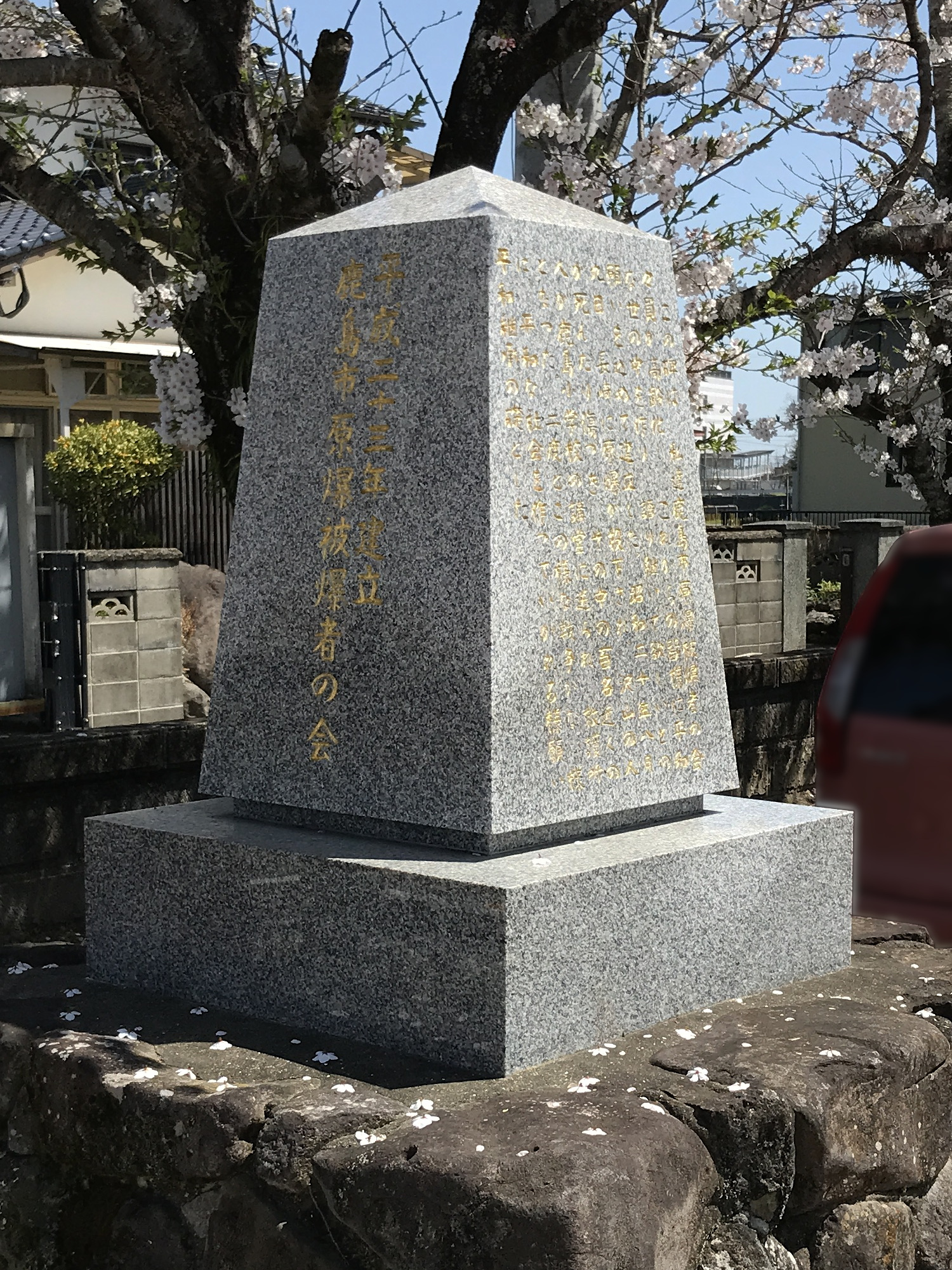
敷地の一角にある「平和継承之礎」。当時の講堂が原爆負傷者の救護所になったことなどを伝える。

鹿島市立鹿島小学校（かしましりつ かしましょうがっこう）は佐賀県鹿島市高津原にある市立小学校。

## 概要
歴史
1885年（明治18年）に小学校3校（高津原・重ノ木・納富分）が統合され創立。数回の改組・改称を経て、現校名になったのは1954年（昭和29年）。2024年（令和6年）には創立140周年を迎える。
校章
桜の花弁の絵を背景にして、中央に「鹿」の文字を置いている。
校歌
作詞は下村湖人、作曲は平岡均之による。歌詞は3番まであり、1番の歌詞中に校名の「鹿島」が登場する。
通学区域
住所表記で「鹿島市」の後に「城内、高津原、大手、東町、西牟田、新町、中牟田、横田」が続く地域。
中学校区は鹿島市立西部中学校。

## 沿革
- 1885年（明治18年）10月18日 - 高津原小学校と重ノ木小学校、納富分小学校の3校が統合され、「立教小学校」が創立。
- 1886年（明治19年）4月1日 - 小学校令の施行により、尋常科（4年制）を設置の上、「尋常立教小学校」と改称。
  - 立教高等小学校（4年制）が併設される。
- 実施年不明 - 「立教尋常高等小学校」に改称。
- 1889年（明治22年）4月 - 町村制の施行により、南鹿島村が発足。
- 1895年（明治28年）2月 - 高等科を分離し、「立教尋常小学校」に改称。
- 1901年（明治34年）4月1日 - 「南鹿島尋常小学校」と改称。
- 1908年（明治41年）4月1日 - 小学校令改正により、義務教育年限（尋常科修業年限）が4年から6年に延長されたため、尋常科5年を設置。
- 1909年（明治42年）4月1日 - 高等科（2年制）を併置の上、「南鹿島尋常高等小学校」に改称。尋常科6年を設置。
- 1911年（明治44年）- 児童数の増加により、第3棟・第4棟校舎が完成。
- 1912年（大正元年）12月1日 - 南鹿島村が町制施行により鹿島町となる。これにより、「鹿島町尋常高等小学校」と改称。
- 1914年（大正3年）10月 - 児童看護室を増築。
- 1921年（大正10年）
  - 2月 - 運動場を拡張。
  - 3月 - 講堂が完成。
- 1935年（昭和10年）10月 - 運動場を拡張。
- 1941年（昭和16年）4月1日 - 国民学校令の施行により、「鹿島町国民学校」に改称。尋常科を初等科に改める。
- 1942年（昭和17年）7月 - 校舎を増築。
- 1945年（昭和20年）8月12日 - 長崎原爆の負傷者を講堂に収容。
- 1947年（昭和22年）
  - 4月1日 - 学制改革（六・三制）が行われる。
    - 国民学校初等科が改組され、「鹿島町立鹿島町小学校」と改称。
    - 国民学校高等科は青年学校普通科と統合され、新制中学校「鹿島町立鹿島町中学校」に改組される。

  - 9月 - 育友会が発足。
- 1954年（昭和29年）4月1日 - 町村合併・市制施行により鹿島市が発足。これにより「鹿島市立鹿島小学校」（現校名）に改称。
- 1959年（昭和34年）3月 - 新校舎（第1期工事）が完成。
- 1960年（昭和35年）3月 - 新校舎（第2期工事）が完成。
- 1961年（昭和36年）3月 - 新校舎（第3期工事）が完成。
- 1962年（昭和37年）
  - 3月 - 学校園とロータリーが完成。
  - 9月 - 学校給食を開始。
  - 11月 - 寄贈により、二宮尊徳像を建立。
- 1965年（昭和40年）7月 - プールが完成。
- 1974年（昭和49年）3月 - むつみ園が完成。
- 1975年（昭和50年）
  - 3月 - 岩石園が完成。
  - 4月1日 - 言語学級を開設。
- 1976年（昭和51年）9月13日 - 台風17号により、床上20cm浸水の被害を受ける。
- 1978年（昭和53年）3月 - 校舎の増改築が完了。
- 1979年（昭和54年）3月 - 体育館が完成。
- 1984年（昭和59年）
  - 7月 - 新校舎が完成し、移転を完了。
  - 10月18日 -  創立100周年記念式典を挙行。
  - 12月 - 校門「はばたきの門」を設置。
- 1986年（昭和61年）9月 - 北校舎の大規模改修工事が完了。
- 1991年（平成3年）4月1日 - 鹿島市立明倫小学校を分離。
  - 一部校区（若殿分、納富分、行成、執行分、井手分、末光、馬渡、小舟津、犬王袋、世間、重ノ木）を明倫小学校へ移管。
- 1992年（平成4年）11月 - 中庭（多目的広場）が落成。
- 1993年（平成5年）4月1日 -	通級教室を開設。
- 1994年（平成6年）12月 - 創立110周年を記念して、大時計を設置。
- 1995年（平成7年）
  - 2月 - 創立110周年記念事業として遊具設置を完了。
  - 12月 - 読書室「メルヘンルーム」が完成。
- 2006年（平成18年）5月 - 日韓交流会を開催。
- 2010年（平成22年）11月 - 新・北校舎が完成。
- 2015年（平成27年）2月 - 体育館改修工事が完了。
- 2017年（平成29年）
  - 4月1日 - コミュニティ・スクールに指定される。
  - 9月 - 管理棟校舎の大規模改修工事が完了。

## 交通
最寄りの鉄道駅
- JR九州 長崎本線「肥前鹿島駅」

最寄りのバス停留所
- 祐徳バス （鹿島市内循環バス）「鹿島小学校前」バス停

最寄りの幹線道路
- 佐賀県道309号山浦肥前鹿島停車場線 「鹿島小学校」交差点

## 周辺
- 佐賀県立鹿島高等学校
- 鹿島城跡
- 旭ヶ岡公園
- 城内公園
- 鹿島市民体育館
- 中川